# 안세복
안세복(1946년 10월 29일 ~ )은 조선민주주의인민공화국의 전직 축구 선수이다. 선수 시절 포지션은 미드필더였다.